# Rocche del Reopasso
Le Rocche del Reopasso sono costituite da una cresta rocciosa di conglomerato e si trovano nell'Appennino ligure, in valle Scrivia, tra i comuni di Busalla, Crocefieschi e Vobbia, all'interno del Parco naturale regionale dell'Antola, in provincia di Genova.

## Geografia
Le Rocche si estendono per circa un chilometro e fanno da spartiacque tra le valli dei torrenti Vobbia e Seminella, entrambi affluenti dello Scrivia.
Questa cresta rocciosa comprende alcune cime, denominate Anchise (incudine), 882 m s.l.m., Biurca (punta bifida, perché formata da due punte rocciose), rispettivamente di 934 e 941 m s.l.m. e la cima più alta, che per la sua forma è chiamata in lingua ligure Carrega do Diao (Sedia del Diavolo) alta 956 m s.l.m..
Nel cuore della montagna si trova anche una grotta, chiamata Tana del Lupo, l'entrata è nascosta dalla vegetazione ma all'interno vi è un ampio locale ricco di stalattiti e stalagmiti.

## Storia
Il toponimo Reopasso deriva probabilmente dal latino "reus" (malvagio, infido).
Le prime tracce umane nella zona del Reopasso risalgono però al Neolitico. È infatti datata intorno al 4000 a.C. un'ascia in pietra verde rinvenuta nel 1986 lungo l'itinerario che da Minceto (frazione di Ronco Scrivia conduce al Reopasso e oggi conservata nel Museo Archeologico di S. Bartolomeo di Vallecalda (Savignone).
Nel 1800, durante l'occupazione napoleonica questa impervia zona fu occupata da un manipolo di ribelli capitanati da un certo Cavero, che osteggiò a lungo l'esercito francese, impedendogli di occupare Crocefieschi, finché un fiero sostenitore dei francesi, un certo Antonio De Ferrari, guidò nottetempo i soldati napoleonici attraverso i sentieri del Reopasso.
In tal modo i francesi colsero di sorpresa i ribelli del Cavero e i soldati austriaci, occupando Crocefieschi, fino ad allora feudo dei Fieschi.
Le case feudali vennero devastate e i ribelli giustiziati nel bosco della Braia, oggi ritrovo dei villeggianti (il Cavero tuttavia riuscì a fuggire, riparando a Vienna, e ritornò in Italia solo dopo la caduta di Napoleone).

## Vie d'accesso
A differenza della maggior parte delle montagne dell'entroterra genovese (generalmente costituite da costiere erbose, raggiungibili con facili sentieri) le Rocche del Reopasso sono di difficile accesso; vi si può salire tramite una via ferrata aperta nel 1979 dal Gruppo Escursionistico Busallese e completamente rinnovata nel 2005, intitolata a Deanna Orlandini, una giovane alpinista morta durante un'ascensione sulle Alpi Apuane.
Particolarmente difficile lo spigolo sud-ovest della rocca Sud della Biurca, oggi percorso dalla via ferrata, che fu scalato per la prima volta in epoca moderna nel 1905 dagli alpinisti genovesi Figari e Federici.
Sul versante est della Biurca si trova un piccolo bivacco denominato "Città di Busalla".
Nel corso dei secoli sono state diverse le vittime di incidenti su questi monti.
Il primo incidente documentato risale addirittura al 1585, come riportato da G. Dellepiane nella sua "Guida per escursioni nella Alpi e Appennini Liguri", citando un documento conservato nell'archivio parrocchiale di Crocefieschi ("il 21 maggio 1585, messer Agosto Spinola e Giov. de Salvareca precipitarono dal Reopasso e furono portati in sepoltura a Busalla"). L'ultimo infortunio mortale si è verificato nel 2017.
L'inizio della ferrata "Deanna Orlandini", che consente la salita alle cime delle Rocche, può essere raggiunto per sentiero da Crocefieschi, Camarza (frazione di Busalla), Minceto (frazione di Ronco Scrivia) e Vobbia.
La via più breve è quella da Crocefieschi: dal centro del paese si raggiunge la cappella della Madonna della Guardia, dove termina la strada asfaltata e si prosegue su un sentiero che raggiunge in circa 30 minuti di cammino l'inizio della ferrata.
Come segnalato mediante cartelli all'inizio della ferrata, il percorso è difficile e pericoloso (anche per la roccia in qualche punto instabile), quindi da effettuare solo con condizioni climatiche favorevoli ed esclusivamente da escursionisti esperti, dotati di calzature ed attrezzatura adeguate (imbragatura, corde, moschettoni, ammortizzatore di caduta e casco).
In alternativa, le vette di Biurca e Carrega do Diao possono essere raggiunte entrambe percorrendo un sentiero relativamente semplice anche se a tratti piuttosto ripido. Questo sentiero, che si mantiene sui versanti occidentali delle Rocche, viene comunemente utilizzato per la discesa da chi sale per la via ferrata.

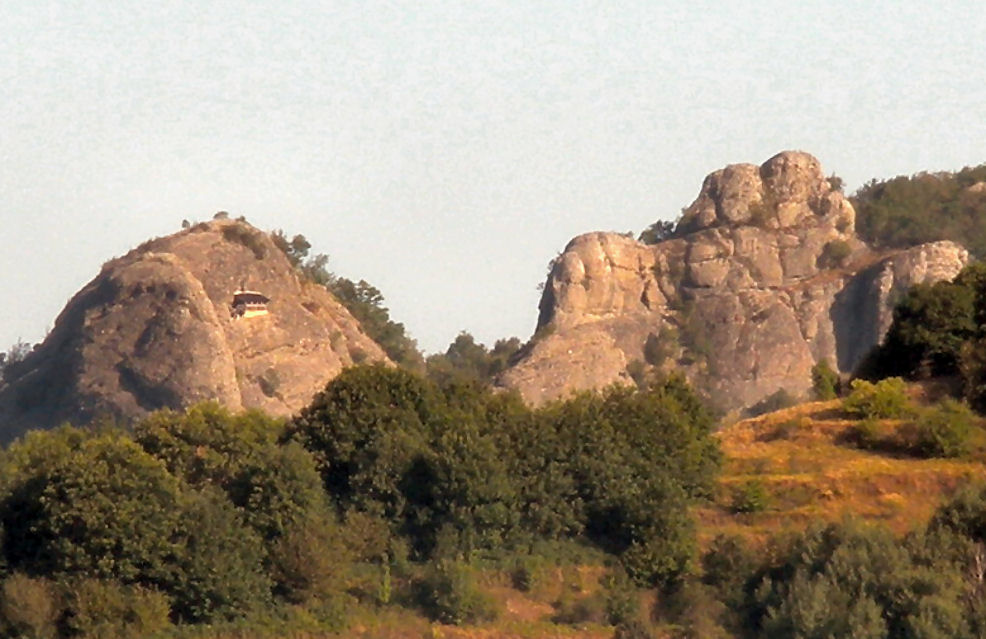
"Biurca" e "Carrega do Diao" da Crocefieschi (loc. Crebaia)
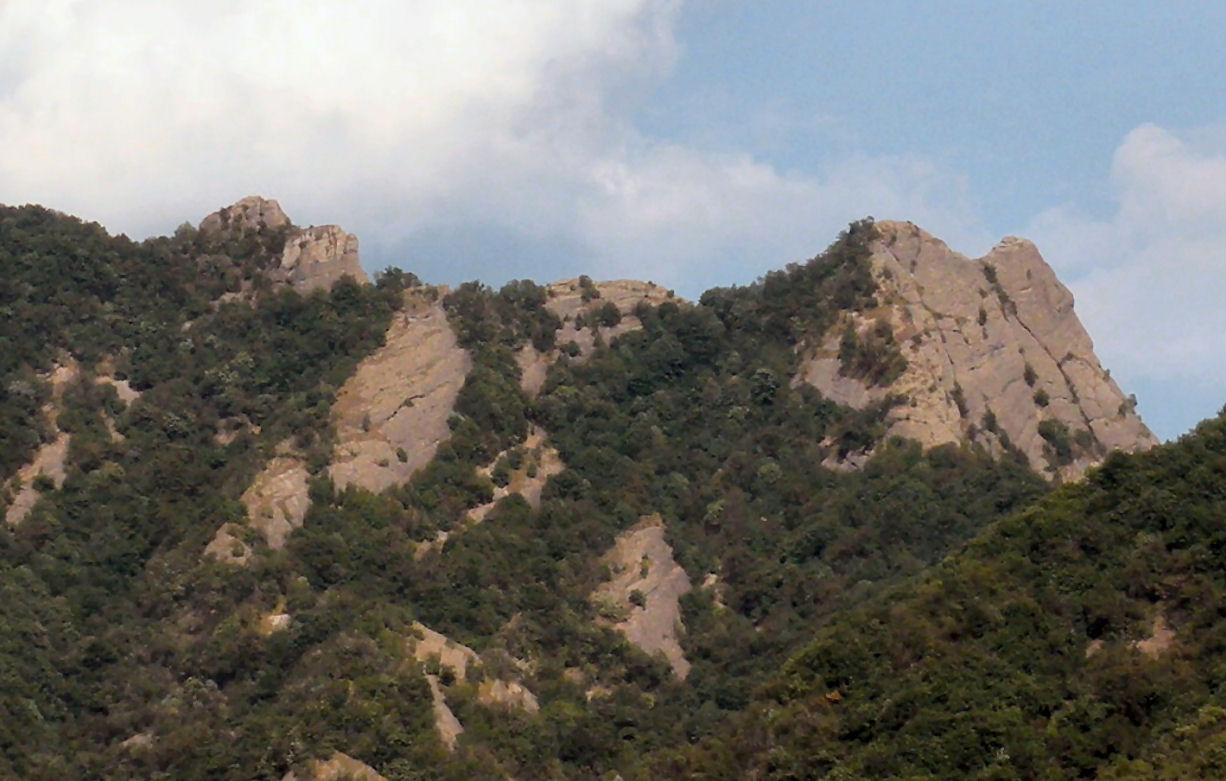
"Carrega do Diao" e "Biurca"” da Semino (frazione di Busalla)
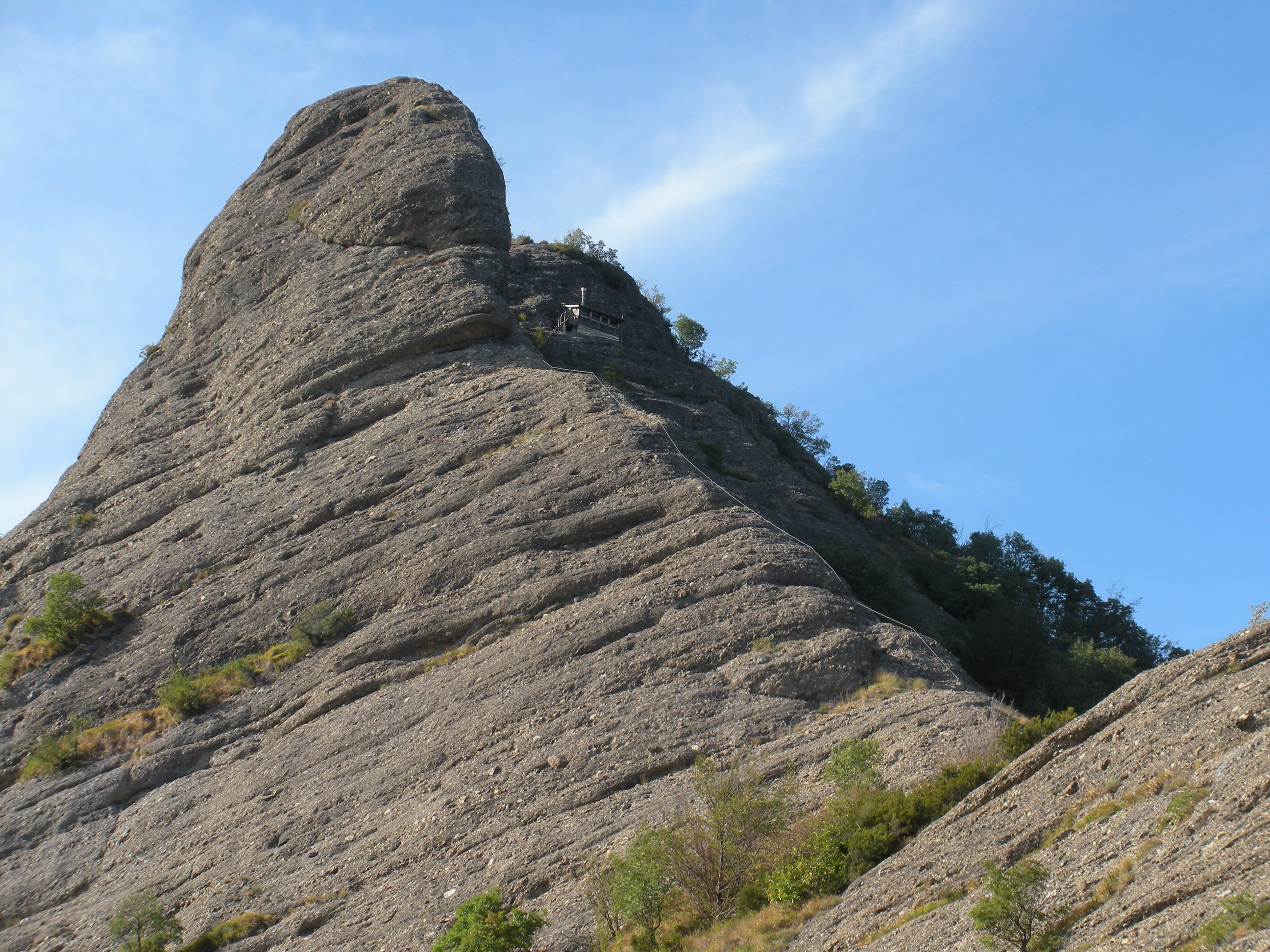
La cima sud della "Biurca" con la ferrata Deanna Orlandini e il rifugio "Città di Busalla"
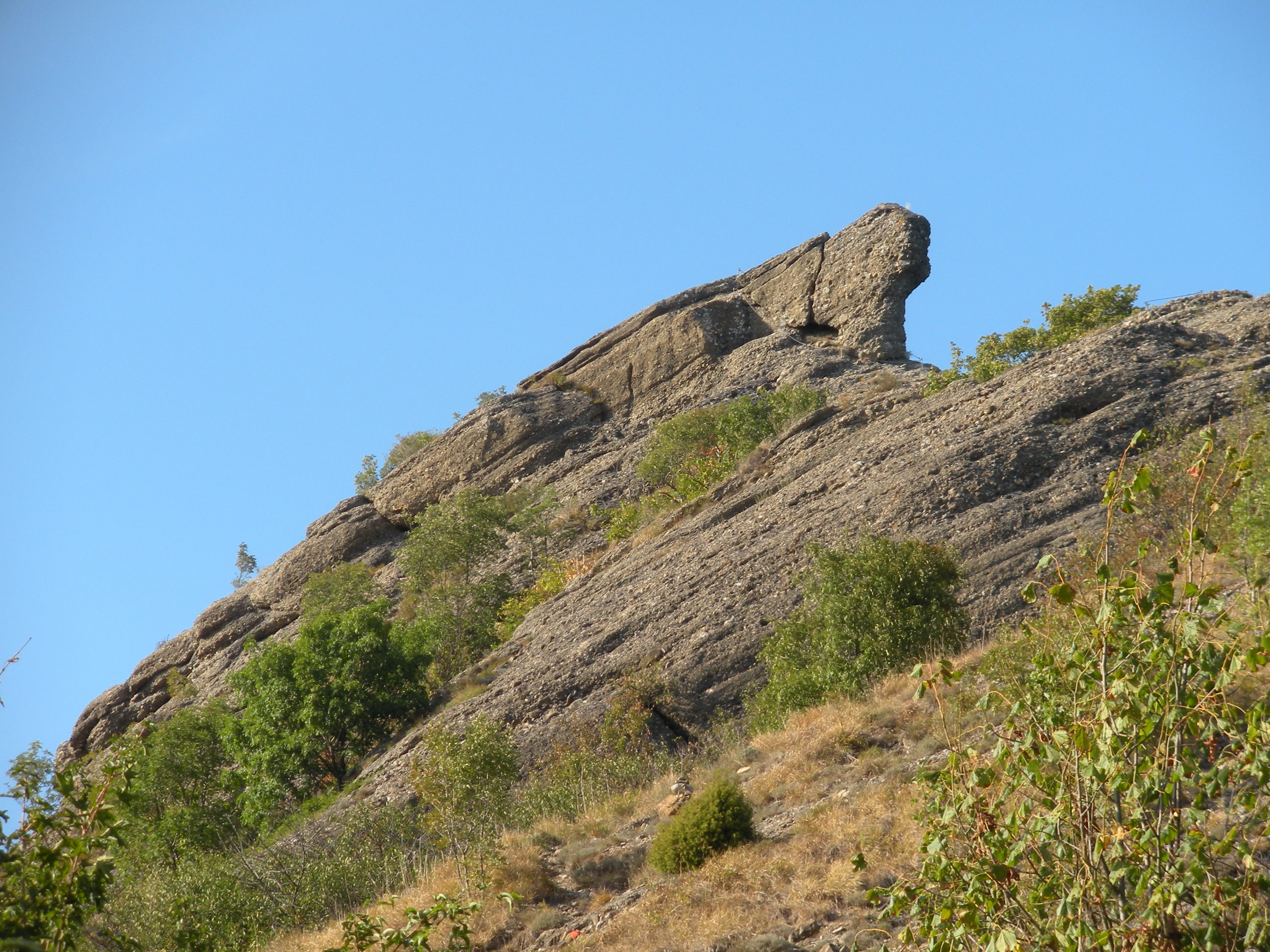
La cima "Anchise" (detta anche "Lumaca del Reopasso")

## Caratteristiche geomorfologiche
Il conglomerato del Reopasso è una roccia sedimentaria che risale all’Oligocene medio-superiore (circa 30 milioni di anni fa) originatasi durante una ingressione marina che andò a infrangersi contro la catena alpina appena formatasi. Gli intensi fenomeni erosivi produssero la deposizione nel sottostante mare di una rilevante quantità di ciottoli e sabbie che, sotto il peso dei vari e successivi strati, si trasformarono in roccia. Il conglomerato presente nel Reopasso è costituito in prevalenza da ciottoli arrotondati e pluricentimetrici la cui composizione è prevalentemente calcareo-marnosa, più raramente ofiolitica.

## Leggende
Intorno a questo monte sono fiorite diverse leggende, una delle quali riguarda i carbonai che tornando la sera sostenevano di incontrare spesso un cane dagli occhi infuocati come carboni accesi che scappava alla loro vista ed il cui ululato risuonava contro le Rocche. Gli avvistamenti di questo cane erano ricondotti all'anima di un certo Filippin, morto suicida nel Medioevo su questi monti.
Un'altra leggenda racconta dell'anima vagabonda di un uomo chiamato “Raffaelin de la Croce”, un poco di buono che aveva chiesto di essere sepolto in un posto inaccessibile (dove non si sentissero “né galli cantare, né campane suonare”) e venne accontentato facendo cadere il suo corpo in un dirupo del Reopasso.
Un'altra leggenda racconta che Ometto, un boscaiolo, chiamò il diavolo in persona per farsi aiutare a trasportare la legna sui ripidi sentieri del monte.